# Adélaïde de la Briche
Adélaïde de la Briche (Nancy, 9 de dezembro de 1755 — Paris, 24 de janeiro de 1844) foi uma escritora de viagens, memorista e dona de salões literários francesa. Era casada e, tornou-se eventualmente viúva de Alexis Janvier de La Live de La Briche, o Secretário Privado da Rainha. Também fez parte da burguesia pós-revolucionária na França.